# Andrena avara
Andrena avara är en biart som beskrevs av Warncke 1967. Andrena avara ingår i släktet sandbin, och familjen grävbin. Inga underarter finns listade i Catalogue of Life.